# Данкан Кит
Данкан Кит (енгл. Duncan Keith; Винипег, 16. јула 1983) професионални је канадски хокејаш на леду који игра на позицији одбрамбеног играча.
Од сезоне 2005/06. игра у екипи Чикаго Блекхокса у Националној хокејашкој лиги (НХЛ), екипи која га је одабрала у другој рунди НХЛ драфта као 54. пика 2002. године. Двоструки је освајач трофеја Стенли купа (2010. и 2013. године), а 2010. и 2014. је проглашен за најбољег одбрамбеног играча у лиги.
Са сениорском репрезентацијом Канаде освојио је две златне олимпијске медаље, на Играма 2010. у Ванкуверу и Играма 2014. у Сочију. Освајач је и сребрне медаље са Светског првенства 2008. године.

## Клупска каријера
Данкан је рођен у Винипегу у Манитоби, као средње од троје деце. Одрастао је у Форт Франсесу у Онтарију где се његова породица преселила када је Данкану било 5 година, и где је направио прве хокејашке кораке. Пре одласка на студије на Мичиген стејта колрџ играо је за неколико дечијих екипа, а потом 2001. почиње са играма за колеџ тим из Ист Лансинга. Готово на самом почетку друге сезоне колеџ лиге напушта клуб и прелази у редове екипе Келоуна рокетси (Британска Колумбија) где су га приметили скаути НХЛ лиге.
Учествовао је на улазном НХЛ драфту 2002. где га је у другој рунди као 54. пика одабрала екипа Чикаго Блекхокса. Први професионални уговор са екипом из Чикага потписао је почетком октобра 2003. Уговор је био временски ограничен на 3 године, а Данкан је прослеђен на усавршавање у АХЛ филијалу Норфолк адмиралсе где је остао наредне две сезоне.
Дебитантски наступ у НХЛ остварио је 5. октобра 2005. на утакмици против Анахајм Дакса. Током дебитантске НХЛ сезоне одиграо је укупно 81 утакмицу, или у просеку 23 минуте по утакмици, уз учинак од 9 голова и 25 поена. По окончању те сезоне продужио је уговор са клубом на још 4 године. Током наредне две сезоне израстао је у у једног од најважнијих одбрамбених играча у редовима Блекхокса.
Већ почетком сезоне 2008/09. изабран је за заменика капитена екипе, а регуларни део сезоне окончао је са 8 голова и 44 индексна поена. У плеј-оф серији одиграо је још 17 утакмица и постигао додатних 6 поена. Блекхокси су сезону окончали поразом од Ред вингса у финалу Западне конференције. У децембру 2009. управа клуба је потписала нови угово са Китом на 13 година у вредности од 72 милиона долара, што је био највећи уговор у дотадашњој историји франшизе Блекхокса. Сезону 2009/10. окончао је са укупно 69 индексних поена (14 голова), што га је сврстало на друго место међу најефикаснијим одбрамбеним играчима у лиги. У четвртој утакмици финала западне конференције против Шаркса Кит је доживео неугодну повреду када га је пак погодио директно у лице и избио му 7 зуба. Међутим он се вратио у игру свега неколико минута касније, а његова екипа је савладала противника и пласирала се у финале Стенли купа, по први пут након 1992. године. У финалу савладана је екипа Флајерса укупним резултатом 4:2, освојен је трофеј Стенли купа, а Данкан Кит је проглашен за најбољег одбрамбеног играча у доигравању те сезоне.
До друге титуле победника Стенли купа долази у сезони 2012/13, а сезону је окончао са укупно 5 голова и 40 индексних поена. По окончању наредне 2013/14. сезоне поново је проглашен за најбољег одбрамбеног играча лиге.

## Репрезентативна каријера
За репрезентацију Канаде дебитовао је на Светском првенству 2008. чији домаћин је била управо Канада, односно градови Квебек и Халифакс. За свој тим одиграо је девет утакмица, постигао две асистенције и након пораза у финалу од Русије (4:5 након продужетка) са саиграчима из тима освојио сребрну медаљу. На светским првенствима играо је и 4 године касније, на првенству у Шведској и Финској на којем је Канада заузела 5. место (Данканов учинак: 8 утакмица, 1 гол и 10 асистенција).
У два наврата био је део олимпијског тима своје земље, на Играма 2010. у Ванкуверу и Играма 2014. у Сочију. У оба наврата Канађани су освојили злате медаље, а Кит Данкан је одиграо све утакмице.
Занимљиво је да Данкану недостаје једино титула светског првака да би комплетирао три најважнија наслова у свету хокеја на леду и постао делом престижне „Златне тројке“.

## Титуле и признања
| Титула                    | Године освајања      |
| ------------------------- | -------------------- |
| Учесник ол-стар утакмице  | 3 (2008, 2011, 2015) |
| Идеална прва постава лиге | 2 (2010, 2014)       |
| Трофеј Џејмс Морис        | 2 (2009/10, 2013/14) |
| Освајач Стенли купа       | 2 (2010, 2013)       |
| Олимпијски победник       | 2 (2010, 2014)       |